# Ariadna nebulosa
Ariadna nebulosa là một loài nhện trong họ Segestriidae.
Loài này thuộc chi Ariadna. Ariadna nebulosa được Eugène Simon miêu tả năm 1906.